# NGC 1730
NGC 1730 é uma galáxia espiral barrada (SBa) localizada na direcção da constelação de Lepus. Possui uma declinação de -15° 49' 24" e uma ascensão recta de 4 horas, 59 minutos e 31,7 segundos.
A galáxia NGC 1730 foi descoberta em 9 de Outubro de 1886 por Lewis A. Swift.